# Marin Tufan
Marin Tufan (ur. 16 października 1942 w Istrii) – piłkarz rumuński grający na pozycji napastnika. W swojej karierze rozegrał 2 mecze w reprezentacji Rumunii.

## Kariera klubowa
Karierę piłkarską Tufan rozpoczął w klubie Farul Konstanca. W 1963 roku awansował do kadry pierwszej drużyny. 15 września 1963 roku zadebiutował w pierwszej lidze rumuńskiej w przegranym 0:2 wyjazdowym meczu z UT Arad. Od czasu debiutu był podstawowym zawodnikiem Farulu. W Farulu grał do końca sezonu 1972/1973. Największym jego sukcesem za czasów gry w Farulu było zajęcie 4. miejsca w lidze w sezonie 1966/1967, zarazem najwyższego w historii klubu. W barwach Farulu Tufan rozegrał 230 meczów i strzelił 62 gole. Jest najlepszym strzelcem w historii Farulu.
Latem 1973 roku Tufan przeszedł z Farulu do drugoligowego SC Tulcea. W 1976 roku spadł z nim z drugiej do trzeciej ligi. Po sezonie 1976/1977 zakończył karierę piłkarską.
| Sezon   | Klub            | Kraj    | Rozgrywki | Mecze | Bramki |
| ------- | --------------- | ------- | --------- | ----- | ------ |
| 1963/64 | Farul Konstanca | Rumunia | Divizia A | 23    | 8      |
| 1964/65 | Farul Konstanca | Rumunia | Divizia A | 20    | 3      |
| 1965/66 | Farul Konstanca | Rumunia | Divizia A | 15    | 7      |
| 1966/67 | Farul Konstanca | Rumunia | Divizia A | 26    | 5      |
| 1967/68 | Farul Konstanca | Rumunia | Divizia A | 25    | 5      |
| 1968/69 | Farul Konstanca | Rumunia | Divizia A | 27    | 13     |
| 1969/70 | Farul Konstanca | Rumunia | Divizia A | 26    | 8      |
| 1970/71 | Farul Konstanca | Rumunia | Divizia A | 27    | 7      |
| 1971/72 | Farul Konstanca | Rumunia | Divizia A | 20    | 2      |
| 1972/73 | Farul Konstanca | Rumunia | Divizia A | 21    | 4      |
| 1973/74 | SC Tulcea       | Rumunia | Divizia B | 34    | 0      |
| 1974/75 | SC Tulcea       | Rumunia | Divizia B | ?     | ?      |
| 1975/76 | SC Tulcea       | Rumunia | Divizia B | ?     | ?      |
| 1976/77 | SC Tulcea       | Rumunia | Divizia C | ?     | ?      |

## Kariera reprezentacyjna
W reprezentacji Rumunii Tufan zadebiutował 4 maja 1969 roku w wygranym 1:0 meczu eliminacji do MŚ 1970 ze Szwajcarią. W 1970 roku został powołany do kadry na te mistrzostwa, jednak nie rozegrał na nich żadnego meczu. Łącznie w kadrze Rumunii wystąpił 2 razy.